# 花王ファミリースペシャル
『花王ファミリースペシャル』（かおうファミリースペシャル）は、1990年4月1日から1996年9月22日まで関西テレビと東阪企画などの共同制作により、フジテレビ系列局で毎週日曜 21:00 - 21:54 (JST) に放送された単発番組ゾーンのタイトルである。
前番組の『花王名人劇場』と同様、花王の冠スポンサー番組で、一社提供。番組枠を越える企業名宣伝を回避するため、新聞テレビ欄やテレビ情報誌には花王の名前を出さず、単に『ファミリースペシャル』と記載されていた。

## 番組概要
- 前番組『花王名人劇場』（1979年10月 - 1990年3月）が主としてお笑い系統と『裸の大将放浪記』を中心とした内容だったのに対し、当番組は『千代の富士物語』に代表されるヒューマンドラマやドキュメンタリー作品も多く放送された。ドキュメンタリー企画では福留功男が案内役を務める作品が多かった。名人劇場時代からのお笑い番組や『裸の大将放浪記』（後に『裸の大将』に改題）も継承されている。
- 当番組のお正月特別版で「お正月ファミリースペシャル」を1991 - 1996年1月3日の夕方に放送していたことがある。こちらも提供は花王単独だった。
- タイトルロゴは、前期は箱から飛び出し、後期はシャボン玉に描かれていた。
- ちなみに冒頭30秒の花王のカウキャッチャーCM、太田胃散のヒッチハイクCMは『花王名人劇場』から変わらなかった。
- 制作局の関西テレビでは、1995年1月17日に発生した阪神・淡路大震災直後の同年1月22日から2月末までCMを自粛し、公共広告機構（現：ACジャパン）の啓発CMや生活必需品・身元安否情報・ライフラインの復旧状況などに差し替えられて放送されていた[注 1]。
- 提供クレジット読みについては、拡大版を除き、前番組『花王名人劇場』や『花王 愛の劇場』（TBS）、『MOGITATE!バナナ大使』（TBS）など、他局を含めた花王一社提供番組と同じ形式だった。

## オープニング
- 1990年4月 - 1992年9月（前期） : ロゴの一つ一つが動くもので、「花王ファミリースペシャル」と家族（サザエさん一家に近い感じ）のような掛け声でスタートする
- 1992年10月 - 1996年3月（中期） : 野原、家を使ったメルヘンチックなCG（BGMはバイオリンと口笛が印象的な曲）
- 1996年4月 - 1996年9月（後期） : 海やイルカが出てくるCG。サブタイトルと花王のロゴが一緒に出てくる。

## 放送リスト
※略語：ナレ=ナレーション、D=ディレクター、CD=チーフD、PD=プロデューサー

## ネット局
系列は放送終了時点のもの。
| 放送対象地域  | 放送局             | 系列                                         | ネット形態・制作局     | 備考                                                      |
| ------------- | ------------------ | -------------------------------------------- | ---------------------- | --------------------------------------------------------- |
| 近畿広域圏    | 関西テレビ         | フジテレビ系列                               | 同時ネット             |                                                           |
| 関東広域圏    | フジテレビ         | フジテレビ系列                               | 同時ネット             |                                                           |
| 北海道        | 北海道文化放送     | フジテレビ系列                               | 同時ネット             |                                                           |
| 青森県        | 青森テレビ         | TBS系列                                      | 遅れネット             | [ 注 4 ]                                                  |
| 岩手県        | 岩手放送           | TBS系列                                      | 遅れネット             | 1991年3月まで、現：IBC岩手放送                            |
| 岩手県        | 岩手めんこいテレビ | フジテレビ系列                               | 同時ネット             | 1991年4月開局から                                         |
| 宮城県        | 仙台放送           | フジテレビ系列                               | 同時ネット             |                                                           |
| 秋田県        | 秋田テレビ         | フジテレビ系列                               | 同時ネット             |                                                           |
| 山形県        | 山形テレビ         | フジテレビ系列                               | 同時ネット             | 1993年3月まで                                             |
| 山形県        | テレビユー山形     | TBS系列                                      | 遅れネット             | 1993年4月から 山形テレビのANNへのネットチェンジに伴う移行 |
| 福島県        | 福島テレビ         | フジテレビ系列                               | 同時ネット             |                                                           |
| 山梨県        | テレビ山梨         | TBS系列                                      | 遅れネット             |                                                           |
| 新潟県        | 新潟総合テレビ     | フジテレビ系列                               | 同時ネット             | 現：NST新潟総合テレビ                                     |
| 長野県        | 長野放送           | フジテレビ系列                               | 同時ネット             |                                                           |
| 静岡県        | テレビ静岡         | フジテレビ系列                               | 同時ネット             |                                                           |
| 富山県        | 富山テレビ         | フジテレビ系列                               | 同時ネット             |                                                           |
| 石川県        | 石川テレビ         | フジテレビ系列                               | 同時ネット             |                                                           |
| 福井県        | 福井テレビ         | フジテレビ系列                               | 同時ネット             |                                                           |
| 中京広域圏    | 東海テレビ         | フジテレビ系列                               | 同時ネット             |                                                           |
| 島根県 鳥取県 | 山陰中央テレビ     | フジテレビ系列                               | 同時ネット             |                                                           |
| 岡山県 香川県 | 岡山放送           | フジテレビ系列                               | 同時ネット             |                                                           |
| 広島県        | テレビ新広島       | フジテレビ系列                               | 同時ネット             |                                                           |
| 山口県        | テレビ山口         | TBS系列                                      | 遅れネット             |                                                           |
| 徳島県        | 四国放送           | 日本テレビ系列                               | 遅れネット             |                                                           |
| 愛媛県        | テレビ愛媛         | フジテレビ系列                               | 同時ネット             |                                                           |
| 高知県        | テレビ高知         | TBS系列                                      | 遅れネット             |                                                           |
| 福岡県        | テレビ西日本       | フジテレビ系列                               | 同時ネット             |                                                           |
| 佐賀県        | サガテレビ         | フジテレビ系列                               | 同時ネット             |                                                           |
| 長崎県        | テレビ長崎         | フジテレビ系列                               | 遅れネット →同時ネット | 1990年9月までは日本テレビ系とのクロスネット局             |
| 熊本県        | テレビ熊本         | フジテレビ系列                               | 同時ネット             |                                                           |
| 大分県        | テレビ大分         | 日本テレビ系列 フジテレビ系列                | 遅れネット             | 1993年9月まではテレビ朝日系とのクロスネット局             |
| 宮崎県        | テレビ宮崎         | フジテレビ系列 日本テレビ系列 テレビ朝日系列 | 遅れネット             |                                                           |
| 鹿児島県      | 鹿児島テレビ       | フジテレビ系列                               | 同時ネット             | 1994年3月までは日本テレビ系とのクロスネット局             |
| 沖縄県        | 沖縄テレビ         | フジテレビ系列                               | 同時ネット             |                                                           |

## その他
- ドキュメンタリー企画のナレーションは、当時文化放送（ラジオ単営のNRNキー局）アナウンサーの竹内靖夫が主に担当した。